# Мазепова Олена Вікторівна
Олена Вікторівна Мазепова (народилася 15 вересня 1967) — український вчений-сходознавець, доктор філологічних наук, знавець фарсі.

## Академічна кар'єра
2007 р. захистила кандидатську дисертацію на тему: «Лінгвістичні особливості ідіостилю Сограба Сепегрі». 
2016 р. захистила докторську дисертацію на тему: «Мовна концептуалізація внутрішнього світу людини в перському лінгвоментальному просторі»

## Наукова та освітня діяльність
Викладацьку діяльність розпочала 1992 р. в Київській гімназії східних мов на посаді вчителя перської мови. У 2000–2002 рр. викладала перську мову
та літературу в Київському інституті східної лінгвістики і права. З 2002 р. – на посаді асистента, а з 2008 р. – доцента кафедри Близького Сходу Інституту
філології. Весь цей час є завідувачем іранської секції кафедри. 
Читає нормативні курси: «Практичний курс перської мови», «Теорія і практика перекладу», «Теоретична граматика перської мови», «Стилістика перської мови», «Історія перської мови»; розробила кілька спецкурсів з проблем сучасної перської мови та літератури.
- Нагороджена грамотами Посольства ІРІ за внесок у розвиток викладання перської мови в Україні.
- Є автором понад 25 наукових статей, низки науково-методичних розробок з викладання перської мови, одним з укладачів першого українсько-перського словника на 20 000 слів (Київ, 2006), автором двох навчальних посібників з перської мови, один з яких має гриф Міністерства освіти, молоді і спорту України.

## Публікації в періодичних наукових виданнях
- Роль соматизмів у мовній концептуалізації внутрішнього світу людини (на матеріалі перської мови) [Електронний ресурс] / О. В. Мазепова // Мовні і концептуальні картини світу. - 2013. - Вип. 46(2). - С. 438-450.
- Функціонування прецедентних імен у перському лінгвоментальному просторі [Електронний ресурс] / О. В. Мазепова // Мовні і концептуальні картини світу. - 2013. - Вип. 43(3). - С. 24-37.
- Опозиція "свій–чужий" у перській мовній свідомості (на матеріалі фразеології перської мови) [Електронний ресурс] / О. В. Мазепова // Мова і культура. - 2013. - Вип. 16, т. 2. - С. 218-226.
- Серце як центр емоційного та інтелектуального життя людини (на матеріалі перської мови ) [Електронний ресурс] / О. Мазепова // Мова і культура. - 2013. - Вип. 16, т. 4. - С. 33-39.
- Концепт серце як ключовий концепт внутрішнього світу людини (на матеріалі перської мови) [Електронний ресурс] / О. Мазепова // Studia linguistica. - 2013. - Вип. 7. - С. 269-277.
- Метафорична концептуалізація емоцій у перській мові (на прикладі концепту страх ) [Електронний ресурс] / О. В. Мазепова // Східний світ. - 2014. - № 1. - С. 89-94.
- Лексичні та фразеологічні засоби вираження концепту ДУША в перській мові [Електронний ресурс] / О. В. Мазепова // Східний світ. - 2008. - № 4. - С. 104-108.
- Вивчення східного поетичного тексту в лінгвокультурологічному аспекті (на матеріалі поезії Сохраба Сепехрі) [Електронний ресурс] / О. В. Мазепова // Сходознавство. - 2007. - № 38. - С. 89-101.
- Метафоричні моделі емоційних концептів сум та радість у перській мові [Електронний ресурс] / О. В. Мазепова // Східний світ. - 2014. - № 4. - С. 123-130.
- Дослідження кольороназв у перському поетичному тексті (на матеріалі творчості Форуг Фаррохзад) [Електронний ресурс] / О. В. Мазепова, М. А. Могаддам // Східний світ. - 2012. - № 2. - С. 67-76.
- Концепт кольору та його місце в художній картині світу (на матеріалі сучасної перської поезії [Електронний ресурс] / О. Мазепова // Вісник Львівського університету. Серія філологічна. - 2014. - Вип. 61. - С. 52-61.
- Еволюція поняття "мовна особистість" у сучасних лінгвістичних дослідженнях [Електронний ресурс] / О. В. Мазепова // Мовні і концептуальні картини світу. - 2014. - Вип. 48. - С. 274-286.
- Поет і проза: лінгвостилістичні особливості епістолярного мовлення С. Сені Грі [Електронний ресурс] / О. Мазепова // Вісник Львівського університету. Серія філологічна. - 2011. - Вип. 54. - С. 109-117.
- Метафора та метонімія як засоби концептуалізації емоцій в перській мові (на прикладі концепту страх) [Електронний ресурс] / О. В. Мазепова // Мовні і концептуальні картини світу. - 2014. - Вип. 50(2). - С. 3-14.
- Універсальне та етноспецифічне у структурі мислення та мовної свідомості людини [Електронний ресурс] / О. Мазепова // Мова і культура. - 2014. - Вип. 17, т. 4. - С. 37-45.
- Особливості концептуалізації психоемоційного життя людини на синтаксичному рівні перської мови [Електронний ресурс] / О. Мазепова // Вісник Київського національного університету імені Тараса Шевченка. Східні мови та література. - 2015. - Вип. 1. - С. 24-28.
- Концептуалізація бінарної опозиції правда-неправда у перській мовній свідомості (за результатами психолінгвістичного експерименту) [Електронний ресурс] / О. В. Мазепова // Мовні і концептуальні картини світу. - 2015. - Вип. 1. - С. 446-468.
- Дослідження внутрішнього світу людини як фрагменту мовної картини світу етносу [Електронний ресурс] / О. В. Мазепова // Мова і культура. - 2012. - Вип. 15, т. 5. - С. 5-10.